# Association nationale des élus de la montagne
L'Association nationale des élus de la montagne (ANEM) est une association française créée en 1985 et un lobby qui regroupe des élus nationaux et locaux de zones montagneuses. Elle a pour mission de « défendre les enjeux économiques, sociaux et environnementaux de la montagne ».
Avec 6 000 membres, maires, conseillers communautaires, généraux et régionaux, ainsi que parlementaires, membres de droit, l'Association nationale des élus de la montagne regroupe aujourd'hui quelque 4 000 communes, 42 conseils généraux, sept conseils régionaux et 240 parlementaires (députés et sénateurs).
L'ANEM est inscrite sur la liste des représentants d'intérêts de l'Assemblée nationale avant 2013.

## Direction
| Identité                        | Période      | Période | Durée |
| Identité                        | Début        | Fin     | Durée |
| ------------------------------- | ------------ | ------- | ----- |
| Jean-Pierre Vigier (né en 1969) | octobre 2022 |         |       |

| Identité                    | Période      | Période | Durée |
| Identité                    | Début        | Fin     | Durée |
| --------------------------- | ------------ | ------- | ----- |
| Pascale Boyer (née en 1965) | octobre 2022 |         |       |